# Charnowo, Tỉnh West Pomeranian
Charnowo [xarˈnɔvɔ] (tiếng Đức: Ostenhagen) là một ngôi làng thuộc khu hành chính của Gmina Płoty, thuộc quận Gryfice, West Pomeranian Voivodeship, ở phía tây bắc Ba Lan.
Nó nằm khoảng 11 kilômét (7 mi) phía bắc Płoty, 8 km (5 mi) ở phía đông Gryfice và 73 km (45 mi) về phía đông bắc của thủ đô khu vực Szczecin.